# Haploposthia lactomaculata
Haploposthia lactomaculata är en plattmaskart som beskrevs av Tekle 2004. Haploposthia lactomaculata ingår i släktet Haploposthia och familjen Haploposthiidae. Arten är reproducerande i Sverige. Inga underarter finns listade i Catalogue of Life.